# Кладничкина, Татьяна Олеговна
Татьяна Олеговна Кладничкина (род. 11 сентября 1956 года) — артистка балета Новосибирского театра оперы и балета. Народная артистка Российской Федерации (1994).

## Карьера
Родилась в Советске Калининградской области в семье военнослужащего. После окончания в 1974 году Новосибирского хореографического училища танцевала на сцене Новосибирского театра оперы и балета. Классическая танцовщица. В 1990—1992 годах работала в Югославии.
С 2001 года — педагог-репетитор.

## Основные работы
- Маша («Щелкунчик» П. Чайковского)
- Аврора («Спящая красавица» П. Чайковского)
- Одетта-Одиллия («Лебединое озеро» П. Чайковского)
- Лиза («Тщетная предосторожность» П. Гертеля)
- Катерина («Каменный цветок» С. Прокофьева)
- Жизель («Жизель» А. Адана)
- Китри («Дон Кихот» Л. Минкуса)
- Джульетта («Ромео и Джульетта» С. Прокофьева)
- Барышня («Барышня и хулиган» на муз. Д. Шостаковича)
- Фригия («Спартак» А. Хачатуряна)
- Эффи («Сильфида» Ж. Шнейцхоффера)
- Ширин («Легенда о любви» А. Меликова)
- Мария («Привал кавалерии» И. Армсгеймера)

## Награды
- Народная артистка Российской Федерации (1 декабря 1994) — за большие заслуги в области искусства
- Заслуженная артистка РСФСР (1983).
- Лауреат Международного конкурса артистов балета в Варне (1978).
- Лауреат Международного конкурса артистов балета в Москве (1981).
- Международная премия «Мастер сцены» от компании «Филип Моррис» (2001).

## Семья
Муж Татьяны — Юрий Николаевич Комов — солист оперной труппы НГАТОиБ, заслуженный артист России.